# Bannpläne Fricktal
Die Bannpläne Fricktal sind ein Kartenwerk des Fricktals, das in den Jahren 1772 bis 1783 aufgenommen wurde. Es entstanden 23 Kartenblätter. Die Geometer waren Joseph Leimgruber, Fridolin Leimgruber und Johann Garnie. Sie kartografierten die Bannbezirke der Fricktalergemeinden, die damals noch zu Vorderösterreich zählten. Das Fricktal gelangte Ende 1802 an die Schweiz. 1803 wurde es dem Kanton Aargau angegliedert.